# Cryptops navis
Cryptops navis är en mångfotingart som beskrevs av Chamberlin 1930. Cryptops navis ingår i släktet Cryptops och familjen Cryptopidae.
Artens utbredningsområde är Singapore. Inga underarter finns listade i Catalogue of Life.